# Денев, Стефан
Стефан Денев (фр. Stéphane Denève; род. 24 ноября 1971, Туркуэн, Франция) — французский дирижёр.

## Биография
Обучался симфоническому дирижированию в Парижской консерватории, которую окончил с отличием в 1995 году. Ассистировал Георгу Шолти в исполнении «Замка герцога Синяя Борода» с Оркестром Парижа (1995) и «Дон Жуана» в Парижской опере (1996), затем Жоржу Претру в поставленной там же «Турандот» и Сэйдзи Озаве на музыкальном фестивале в Мацумото. В 1997—1998 годах провёл циклы концертов с Оркестром Страсбургской филармонии и с Национальным оркестром Франции. В июне 1998 года под руководством Стефана Денева состоялась премьера оперы Михаэля Левинаса «Эвфония, или Музыкальный городок» (на текст фельетона Гектора Берлиоза).
В 1999 году Денев впервые выступил в США, поставив оперу Франсиса Пуленка «Диалоги кармелиток» в Опере Санта-Фе. После этого он работал со многими другими крупными оркестрами мира.
В сентябре 2005 года Денев занял пост музыкального руководителя Королевского шотландского национального оркестра. В апреле 2007 года контракт с ним был продлён до 2011 года. В марте 2010 года было объявлено о продлении контракта с Деневом ещё на один год, а прекращение его полномочий состоится после сезона 2011—2012 года. Денев совместно с RSNO сделано несколько записей.
В марте 2010 года Симфонический оркестр Штутгартского радио объявил о назначении Денева следующим главным дирижёром, начиная с сезона 2011—2012 года.